# Aphaenogaster
Aphaenogaster és un gènere de formigues de la subfamília dels mirmicins (Myrmicinae). Té una distribució mundial excepte Sud-amèrica i Àfrica del Sud, incloent-hi a la península Ibèrica.

## Espècies
El gènere Aphaenogaster inclou 202 espècies; a la península Ibèrica hi viuen les 9 següents:
- Aphaenogaster cardenai Espadaler, 1981
- Aphaenogaster dulcineae Emery, 1924
- Aphaenogaster gemella Roger, 1862
- Aphaenogaster gibbosa (Latreille, 1798)
- Aphaenogaster iberica Emery, 1908
- Aphaenogaster senilis Mayr, 1853
- Aphaenogaster splendida (Roger, 1859)
- Aphaenogaster striativentris Forel, 1895
- Aphaenogaster subterranea (Latreille, 1798)